# Saint-Vaast-lès-Mello
Saint-Vaast-lès-Mello – miejscowość i gmina we Francji, w regionie Hauts-de-France, w departamencie Oise.
Według danych na rok 1990 gminę zamieszkiwało 778 osób, a gęstość zaludnienia wynosiła 98 osób/km² (wśród 2293 gmin Pikardii Saint-Vaast-lès-Mello plasuje się na 368. miejscu pod względem liczby ludności, natomiast pod względem powierzchni na miejscu 608.).